# Elias Charalambous
Elias Charalambous o mejor, Ilías Jaralambus, en griego, Ηλίας Χαραλάμπους (Londres del Este, Sudáfrica, 25 de septiembre de 1980) es un futbolista y entrenador chipriota, que se desempeñaba como defensa. Actualmente es entrenador del FCSB de la Primera División de Rumanía.

## Selección nacional
Ha sido internacional con la Selección de fútbol de Chipre; donde hasta ahora, ha jugado 58 partidos internacionales por dicho seleccionado.

## Clubes
| Club          | País     | Año         |
| ------------- | -------- | ----------- |
| AC Omonia     | Chipre   | 1999 - 2005 |
| PAOK Salónica | Grecia   | 2005 - 2007 |
| AC Omonia     | Chipre   | 2008 - 2011 |
| Alki Larnaca  | Chipre   | 2011 - 2012 |
| Karlsruhe     | Alemania | 2012        |
| FC Vaslui     | Rumania  | 2012 - 2015 |
| AEK Larnaca   | Chipre   | 2015 - 2017 |